# たんぽぽ (太田裕美の曲)
「たんぽぽ」は、太田裕美が1975年の4月に発売したシングルである。

## 解説
- B面の「リラの花咲く頃」は、1枚目のアルバム『まごころ』の中の「やさしさをください」との2部作の構成になっている。

## 収録曲
A面
1. たんぽぽ（2分54秒）
  - 作詞:松本隆／作曲:筒美京平／編曲:萩田光雄

B面
1. リラの花咲く頃（3分25秒）
  - 作詞:松本隆／作曲:筒美京平／編曲:萩田光雄